# Minimalna plaća

Minimalna plaća je minimalna, zajamčena plaća za određeno radno mjesto koju poslodavac mora isplatiti prema zakonu ili ugovoru. U većini zemalja to je uređeno odredbama zakona o radu. Kao pokazatelj siromaštva minimalni dohodak pokazao se nepouzdanim, jer nije uvijek iznad praga siromaštva i u njega nisu uključena dopunska primanja. U praksi socijalnoga rada koristi se procjena minimalnih potreba zaposlenika, kako bi im se osigurala pravedna naknada do minimalna životnoga standarda.
Minimalna plaća može se utvrditi zakonski i neslužbeno, primjerice, potpisivanjem granskog sporazuma između sindikata i poslodavca („tarifni sporazum”). Iako se minimalna plaća primjenjuje u mnogim državama, ne postoji jednoznačan stav o dobrobiti i štetnosti toga. Nisu sve države ratificirale Konvenciju Međunarodne organizacije rada Ujedinjenih naroda br. 131 O minimalnoj plaći, 1970. Do kraja 2015. 52 zemlje ratificirale su Konvenciju br. 131, uključujući jedanaest zemalja nakon 2000. godine. Više od 90% zemalja članica Međunarodne organizacije rada uspostavilo je jednu ili više minimalnih plaća putem odgovarajućih zakona ili obvezujućih kolektivnih ugovora. To ne znači da u svim zemljama minimalna plaća pokriva većinu radnika ili je podložna redovnoj reviziji, ali pokazuje da minimalna plaća vrijedi u većini zemalja svijeta. U mnogim od tih zemalja predmet političkih rasprava nije toliko svrsishodnost minimalne plaće koliko način postizanja učinkovitosti odgovarajućega mehanizma.
Minimalna plaća utječe na rad najslabije plaćenih radnika. Ovaj način regulacije predložen je kao sredstvo borbe protiv premalih plaća, s obzirom na to da se smatralo kako vlasnici poduzeća, koji imaju tržišnu moć, određuju „nepravednu” (nedostatnu) cijenu rada svojih zaposlenika. Korijeni ovakva načina rješavanja problema leže u uvjerenju da tržište nije u stanju samostalno odrediti „poštenu” („pravednu”) cijenu rada najmanje plaćenih radnika. Sukladno tome, jedini način rješavanja ovoga problema jest upravna promjena strukture plaća i preraspodjela dohotka. U tom smislu, minimalna plaća smatra se jednim od načina borbe protiv siromaštva.
Minimalna plaća u Hrvatskoj u rujnu 2022. iznosila je 3750 kuna neto.